# Antonio Pascual Narbona
Antonio Pascual Narbona (1773 Mauvila, Florida Occidental española territorios del Imperio español [actualmente parte de Alabama, Estados Unidos] - 20 de marzo de 1830 Arizpe, Sonora, México) Militar, político, jefe superior político de la Provincia de Sonora y gobernador del estado de Nuevo México.

## Perfil biográfico
Criollo nacido en Mobile (ciudad llamada durante el gobierno español como Mavila o Mauvila), en la Florida española, que corresponde hoy al sur de Alabama. Arribó a Sonora en el destacamento de Santa Cruz, promovido por su cuñado el brigadier Enrique Grimarest que era Comandante en Jefe.
Inició su carrera militar en las compañías presidiales, pasó a Campeche, de allí al Estado y en 1759, siendo Alferéz de la Compañía de Tucson, acompañó al capitán José Zúñiga en el reconocimiento del camino de Sonora a Nuevo México al través del Moqui. En 1809 era capitán de la compañía situada en Fronteras; pasó a la del Tucson y en 1819 sometió de paz a los apaches del Pinal que se encontraban en pugna con los asentados en el presidio. Ascendió a teniente coronel en 1820, fue ayudante inspector de la comandancia general, tuvo el mando de las armas en Arizpe y el 6 de septiembre de 1821 encabezó a los jefes y oficiales de la guarnición que juraron la independencia de acuerdo con las bases del Plan de Iguala. Como el jefe superior político se negó a asumir igual actitud, resignó el poder y el teniente coronel Narbona se hizo cargo del mando de las armas en las Provincias de Sonora y Sinaloa. Días después salió con fuerzas en dirección a Guaymas en virtud de que el padre Pedro Leyva y los vecinos se habían negado a jurar el citado Plan y los sometió.
Electo segundo vocal de la diputación provincial, el 23 de julio de 1822 se hizo cargo, por ministerio de la ley, del mando político de las Provincias de Sonora y Sinaloa. Administrativamente se manifestó apocado en el despacho de los asuntos del Gobierno; durante su gestión se separaron las Provincias por primera vez; en el primer semestre de 1823 sometió a los ópatas y a los yaquis que principiaban a agitarse y en agosto entregó el mando político y militar al coronel Urrea. Ascendió a coronel, en abril de 1825, tomó el mando de las armas, contribuyó a debelar a los yaquis encabezados por Jusacamea, resignó la comandancia en el general Figueroa.
Fue gobernador del Territorio Federal de Nuevo México en los años de 1825 a 1827.
Falleció en Arizpe el 20 de marzo de 1830 y su hijo del mismo nombre, que también fue militar y alcanzó el grado de coronel, fue asesinado por los apaches en Cuquiárachi, en el umbral de su casa, el 23 de diciembre de 1848.

## Cañón de Chelly

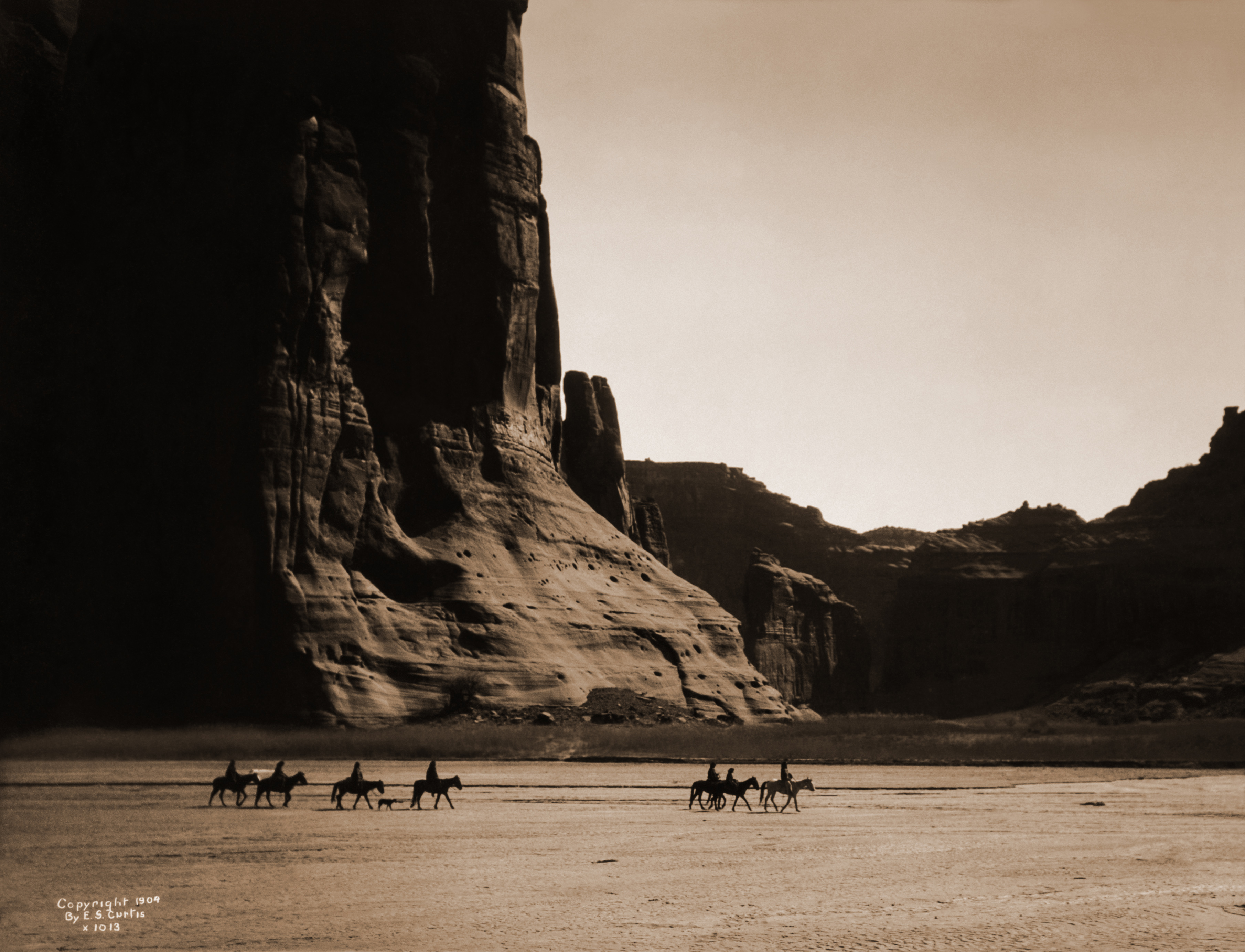
Cañón de Chelly, tomada en 1904 por E.S. Curtis, colección de la Biblioteca del Congreso de EU.

Un episodio importante en la historia militar de Nuevo México y citado en los libros de historia de los navajos es el sitio del Cañón de Chelly, acontecido en enero de 1805. Antonio Narbona, teniente criollo, viajó del pueblo Zuñi al cañón de Chelly con tropas españolas y guías indígenas para castigar a los indios navajo por sus ataques a Cebolleta, un puesto militar español en la base de la montaña Taylor (la montaña sagrada de los navajos, llamada también montaña turquesa). Los Navajos habían estado atacando Cebolleta y asentamientos españoles cercanos como una forma de reclamar sus tierras para pastoreo. Los Navajos perdieron más de 115 personas entre ellos 90 guerreros navajos murieron en ese ataque y 33 niños y mujeres fueron esclavizados. Por estos hechos el enclave de piedra es también conocido como la cueva de la Masacre.

## Gobernador de Nuevo México
En 1825 el presidente James Monroe fue convencido de enviar a tres representantes a Santa Fe, Nuevo México, a negociar una "carretera entre las naciones" y a establecer rutas comerciales y de caza. George Champlin Sibley se entrevistó con el Gobernador Narbona y estableció cordiales relaciones.
El gobernador Narbona también estableció permisos de caza para pieles en 1826, autorizando una expedición de comercio y la caza de animales proveedores de pieles a Sonora, actualmente en la baja cuenca del río Gila que corresponde a Arizona.